# 原卓也
原 卓也（はら たくや、1930年7月3日 - 2004年10月26日）は、日本のロシア文学者、翻訳家。東京外国語大学名誉教授。

## 経歴
1930年、東京に生まれ。東京都立北園高等学校を経て、1953年東京外国語大学ロシヤ語卒業。卒業後は文筆活動に入る。
1966年、母校である東京外国語大学助教授に着任。1973年に教授昇進。1989年から1995年まで東京外国語大学学長をつとめた。学界では、1993年より日本ロシア文学会会長をつとめた。

## 受賞・栄典
- 1995年：ポーランド政府よりコマンドル功労十字勲章を授与される。

## 家族・親族
- 父：ロシヤ文学研究者の原久一郎。

## 著作
- 『スターリン批判とソビエト文学』（白馬出版） 1973
- 『ロシア・ジョーク集』（実業之日本社） 1978
- 『オーレニカは可愛い女か - ロシア文学のヒロインたち』（集英社） 1981
- 『ドストエフスキー』（講談社現代新書） 1981
- 『わが心の中のロシア』（論創社） 2003

### 編著
- 『チェーホフ研究』（中央公論社） 1975
- 『ロシア - 読んで旅する世界の歴史と文化』（新潮社） 1994

### 共編著
- 『ドストエフスキーとペトラシェフスキー事件』（小泉猛共編訳・解説、集英社） 1971
- 『ドストエフスキー・アルバム』（江川卓、新潮社） 1978
- 『翻訳百年 - 外国文学と日本の近代』（西永良成、大修館書店） 2000

## 翻訳
- 『静かなドン』（ミハイル・ショーロホフ、原久一郎共訳、「現代世界文学全集」新潮社 全3巻） 1954、度々新版
- 『苦悩の中を行く』（アレクセイ・トルストイ、新潮社） 1955、のち新潮文庫
- 『夜明け』（ワシレフスカヤ、講談社） 1956
- 『虹』（ワシレフスカヤ、修道社、ロシア文学全集28） 1957、のち新潮文庫
- 『びっこの公爵』（アレクセイ・トルストイ、修道社、ロシア文学全集32） 1957
- 『日本印象記』（イリヤ・エレンブルグ、山田茂勝共訳、中央公論社） 1957
- 『開かれた処女地』（ショーロホフ、新潮社、世界文学全集24） 1958、のち新潮文庫
- 『ドウエル教授の首』（A・ベリヤーエフ、東京創元社、世界大ロマン全集48） 1958、のち創元推理文庫、創元SF文庫
- 『オーレニカ』（M・ジェスチェフ、新潮社） 1958
- 『呪の家』（編訳、東京創元社、世界恐怖小説全集10） 1959
- 『21世紀のレポート』（M・ワシリエフ, C・グーシチエフ編、工藤精一郎共訳、新潮社） 1959
- 「チェーホフ全集」全16巻（チェーホフ、神西清, 池田健太郎共訳、中央公論社）1960 - 1961、のち新版
  - 『チェーホフ短編集』（福武文庫） 1988
  - 『チェーホフ 短篇と手紙』（山田稔編、共訳、みすず書房） 2002
  - 『サハリン島』（中央公論新社） 2009
  - 『狩場の悲劇』（作品論・江戸川乱歩、解説・佐々木敦、中公文庫） 2022
- 『人の血は水ならず』（ステリマフ(Mykhailo Panasovych Stel'makh)、文藝春秋新社） 1961
- 『狩場の悲劇』（チェホフ、東都書房、世界推理小説大系05） 1963、他に「チェーホフ全集」
- 『戦争と平和』（レフ・トルストイ、集英社、世界の名作） 1963
  - 『戦争と平和』（中央公論社、新集 世界の文学17・18・19） 1968 - 完訳版
- 『復活』（トルストイ、中央公論社、世界の文学21） 1963、のち中公文庫（全1巻） 1973
- 『アンナ・カレーニナ』（トルストイ、中央公論社、世界の文学19・20） 1964、新版 1994
- 『ビーチャの学校生活』（ニコライ・ノーソフ、小学館） 1964
- 『愛の手紙 文豪・偉人の愛の記録』（原久一郎共訳編、集英社） 1964
- 『泥棒』（レオニード・レオーノフ、集英社、世界文学全集） 1965
- 『激流』（ヴラジーミル・テンドリャコフ、集英社、世界文学全集） 1965
- 『同期生』（ヴァシーリー・アクショーノフ、草鹿外吉共訳、白水社） 1965
- 『人生・宗教・芸術』（トルストイ、編訳、白水社） 1966
- 『現代ソヴェト文学18人集 1』（ザミャーチン / ヴェショールイ / バーベリイ他、新潮社） 1968
「島の人々」（エヴゲニイ・ザミャーチン）水野忠夫訳
「炎の河」（アルチョム・ヴェショールイ(Artyom Vesyolïy)）小笠原豊樹訳
「オデッサ物語」「わたしの鳩小屋の話」「ダンテ街」（イサーク・バーベリイ）江川卓訳
「鼻」「主犯」（ブルーノ・ヤセンスキー(Bruno Jasienski)）工藤幸雄訳
「ジャン」「フロー」（アンドレイ・プラトーノフ）原卓也訳
- 『現代ソヴェト文学18人集 3』（カターエフ / アントーノフ / バクラーノフ / オクジャワ、新潮社） 1967
「聖なる井戸」（ワレンチン・カターエフ）江川卓訳
「色とりどりの石」（セルゲイ・アントーノフ）原卓也訳
「カルプーヒン」（グリゴーリイ・バクラーノフ(Григорий Я. Бакланов)）箕浦達二訳
「少年兵よ、達者で」（プラート・オクジャワ）安井侑子訳
- 『貧しき人々』（ドストエフスキー、偕成社） 1967 - 児童向け
- 『金星探検 / 深紅の帆』（ベリャーエフ / アレクサンドル・グリーン、河出書房新社、少年少女世界の文学22） 1967
「金星探検」は袋一平訳
- 『ミーチャの恋 / エラーギン騎兵少尉の事件』（イワン・ブーニン、主婦の友社、ノーベル賞文学全集） 1971
  - 改訳『暗い並木道　イワン・ブーニン短編集』（サンマーク)  1998
- 『カラマーゾフの兄弟』（ドストエフスキー、新潮世界文学） 1971、のち新潮文庫
- 『クロイツェル・ソナタ / 悪魔』（レフ・トルストイ、新潮世界文学） 1971、のち新潮文庫
- 『新潮世界文学16』（レフ・トルストイ、新潮社） 1971、のち各・新潮文庫
「幼年時代」原卓也訳
「少年時代」原卓也訳
「青年時代」原卓也訳
「十二月のセワストーポリ」工藤精一郎訳
「五月のセワストーポリ」工藤精一郎訳
「一八五五年八月のセワストーポリ」工藤精一郎訳
「吹雪」工藤精一郎訳
「地主の朝」工藤精一郎訳
「家庭の幸福」工藤精一郎訳
- 『人生論』（レフ・トルストイ、新潮文庫） 1975
- 『サハロフは発言する』（アンドレイ・サハロフ、新潮社） 1975
- 『自伝 仔牛が樫の木に角突いた』（アレクサンドル・ソルジェニーツィン、染谷茂共訳、新潮社） 1976
- 『罪と罰』（ドストエフスキー、世界文化社、世界の文学） 1978
- 『イワン・イリーチの死 / 神父セールギイ』（トルストイ、主婦の友社、キリスト教文学の世界） 1978
- 『地下室の手記 / 賭博者 他』（ドストエフスキー、新潮社、ドストエフスキー全集6） 1978
「冬に記す夏の印象」小泉猛訳
「地下室の手記」江川卓訳。他に新潮文庫
「鰐」原卓也訳
「賭博者」原卓也訳。他に新潮文庫
- 『ロシア・ジョーク集』（編著、実業之日本社） 1978
- 『霧の中』（レオニード・アンドレーエフ、集英社、世界文学全集） 1979
- 『書簡(Ⅰ) 父母兄弟への手紙』（ドストエフスキー、共訳、新潮社、ドストエフスキー全集20） 1979
- 『書簡(Ⅱ) シベリア時代と女』（ドストエフスキー、共訳、新潮社、ドストエフスキー全集21） 1979
- 『評論(Ⅰ) 裁判記録、ロシア文学論』（ドストエフスキー、共訳、新潮社、ドストエフスキー全集24） 1979
- 『評論(Ⅱ) 政治論、土壌主義宣言』（ドストエフスキー、共訳、新潮社、ドストエフスキー全集25） 1979
- 『鼻 / 外套』（ニコライ・ゴーゴリ、集英社、世界文学全集） 1980
- 『生きよ、そして記憶せよ』（ヴァレンチン・ラスプーチン、安岡治子共訳、講談社） 1980
- 『ドストエフスキーの一日 ルーレテンブルグ』（レオニード・グロスマン、講談社） 1981
- 『消えたクレムリン記者 赤い麻薬組織の罠』（エドゥアルド・トーポリ、フリードリヒ・ニェズナンスキイ、中央公論社） 1983
- 『赤の広場 ブレジネフ最後の賭け』（トーポリ／ニェズナンスキイ、中央公論社） 1983
- 『「ファウスト」作戦 書記長暗殺計画』（フリードリヒ・ニェズナンスキイ、中央公論社） 1987
- 『隊長ブーリバ』（ニコライ・ゴーゴリ、第三文明社） 1988 - 児童向け
- 『プラトーノフ作品集』（アンドレイ・プラトーノフ、岩波文庫） 1992